# تاديوش بوروفسكي
تاديوش بوروفسكي (بالبولندية: Tadeusz Borowski)‏ (و. 1922 – 1951 م) هو صحفي، وشاعر، وكاتب من بولندا . ولد في جيتومير .
وهو عضو في حزب العمال البولندي الموحد .
توفي في وارسو.

## أعمال بارزة
من أهم أعماله:
- This Way for the Gas, Ladies and Gentlemen.

## روابط خارجية
- تاديوش بوروفسكي على موقع IMDb (الإنجليزية)
- تاديوش بوروفسكي على موقع الموسوعة البريطانية (الإنجليزية)
- تاديوش بوروفسكي على موقع إن إن دي بي (الإنجليزية)